# کازوهیرو تاکانیشی
کازوهیرو تاکانیشی (انگلیسی: Kazuhiro Takanishi؛ زادهٔ ۱۱ ژوئن ۱۹۵۳) کشتی‌گیر اهل ژاپن بود.